# Zumba He Zumba Ha
Pour le programme de fitness voir Zumba
Singles de DJ Mam's
Hella Décalé
(2009) Zina Morena
(2011)
Zumba He Zumba Ha est une chanson du DJ marseillais DJ Mam's en collaboration avec les chanteurs Soldat Jahman et Luis Guisao, sortie en 2011. La chanson de langue portugaise, espagnole, française et créole, est composée par Mounir Belkhir, Luis Guisao et Soldat Jahman. La chanson est remixée en 2012 avec la participation de Jessy Matador et atteint le top 20 du hit-parade français l'été 2012. 

Zumba He Zumba Ha est une chanson de zumba, un style de musique d'origine colombienne créé dans les années 1990 par le chorégraphe et danseur Alberto "Beto" Perez. La chanson met ainsi l'accent sur la danse.

## Genèse
En 2009, DJ Mam's sort avec Doukali et Soldat Jahman Hella Decalé, une chanson qui s'inspire du coupé-décalé et de la musique maghrébine. La chanson est produite par Music Media Consulting & Mam's Prod.
Sur la base de Hella Decalé, Music Media Consulting & Mam's Prod décident de sortir 2 ans plus tard une chanson qui s'inspire de la zumba cette fois-ci. En 2011, le single n'a pas rencontré le succès, se classant à la 192e du hit-parade français.

## Liste des pistes
1. Zumba He Zumba Ha
2. Zumba He Zumba Ha (Club Edit)
3. Zumba He Zumba Ha (Extended)
4. Zumba He Zumba Ha (Club Remix)
5. Zumba He Zumba Ha (Dj Fred Tahiti Remix)

## Classement par pays
| Classement (2011) | Meilleure position |
| ----------------- | ------------------ |
| France (SNEP)     | 192                |

## Version de DJ Mam's featuring Jessy Matador et Luis Guisao
Singles de DJ Mam's
Zina Morena
(2011) Fiesta buena
(2012)
Singles par Jessy Matador
Danger de Boor
(2012)
En 2012, une nouvelle version sort de DJ Mam's en collaboration avec le chanteur français d’origine kino-congolaise Jessy Matador et Luis Guisao. Le single se classe 16e du hit-parade français durant la saison estivale la semaine du 6 août 2012. Le remix 2012 rencontre le succès dans les clubs en France également, en atteignant la 5e place du club 40. La chanson est la bande originale du film Qu'est-ce qu'on a fait au Bon Dieu ?.

### Clip vidéo
Le clip vidéo, réalisé par Quentin BROWN ( Brown Touch Entertainment) sort le 13 juin 2012 sur le site de partage YouTube par le compte de DJ Mam's. Filmé au Brésil, d'une durée de 3 minutes et 23 secondes, Jessy Matador et Luis Guisao traversent les rues et les avenues de rio de janeiro en faisant découvrir la zumba aux brésiliens.

### Classement par pays
| Classement (2012)                        | Meilleure position |
| ---------------------------------------- | ------------------ |
| Belgique Ultratip Ultratop 40 (Wallonie) | 1                  |
| Belgique Ultratip Flandre)               | 84                 |
| France (SNEP)                            | 7                  |
| France (Airplay)                         | 8                  |
| France (Club 40)                         | 4                  |